# Kamenické hamry
Kamenické hamry byly hamry na zpracování mědi vlastněné rodinou Ringhofferů, situované v městečku Kamenice u Prahy.

## Historie

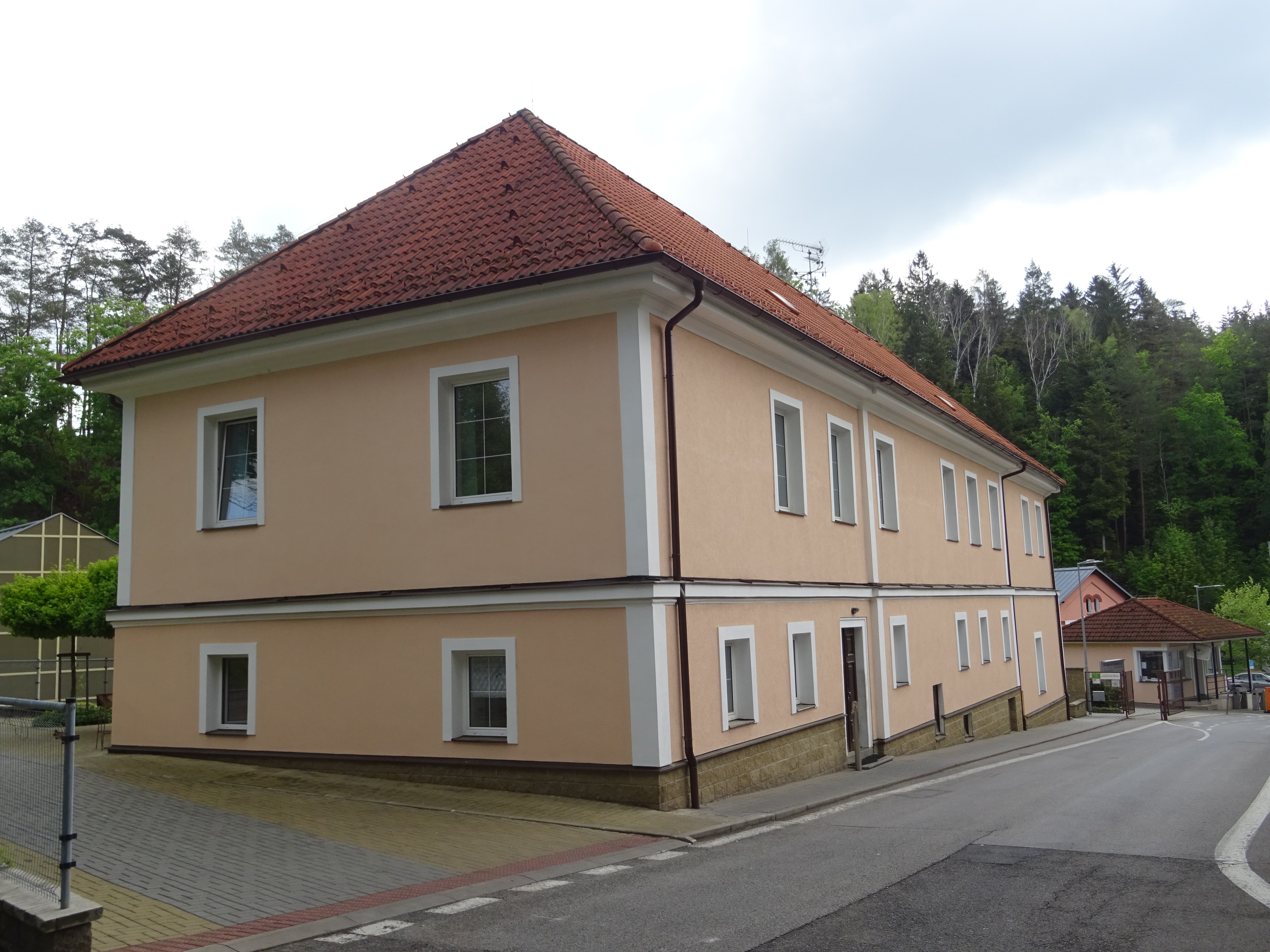
Budova Horního mlýna

V roce 1820 zakoupil Josef Ringhoffer mlýny v Kamenici a Olešovicích se záměrem přesunout do regionu mědikoveckou výrobu. Společně s bratrem Martinem Ringhofferem se nejprve soustředili na přestavbu tzv. Horního mlýna (čp. 10) na hamr. V roce 1847 převzal provoz v regionu syn Josefa Ringhoffera František Ringhoffer, čímž se Kamenice dostala do přímého spojení s jeho průmyslovým závodem na pražském Smíchově. V roce 1849 byl Horní mlýn (tou dobou již hamr) částečně přestavěn a zvětšen, dále však již nevyhovoval požadavkům moderní výroby, a tak byl v místě Dolního mlýna (čp. 4) stojícího na Kamenickém potoce asi o 200 m níže po proudu zbudován hamr mnohem výkonnější, s moderním strojním vybavením - do provozu se dostal v roce 1854. Samotný potok už ale na pohon hamru nestačil, nad hamrem musela být na místě tzv. Hamerské louky vytvořena umělá vodní nádrž. V kamenických hamrech se vyráběla řada výrobků pro Ringhofferovu továrnu v Praze na Smíchově i na Novém Městě, například měděné plechy, roury a lokomotivní topeniště.
Po smrti Františka Ringhoffera v roce 1873 převzala správu všech jeho podniků rodinná rada, která zvažovala přesun mědikovecké výroby z příliš vzdálené Kamenice do Prahy. V roce 1879 byl ale provoz pražské válcovny nuceně zastaven a další investice byly nasměrovány právě do kamenických hamrů (např. v roce 1894 bylo zavedeno elektrické osvětlení). V roce 1911 pak Ringhofferové v zájmu udržení konkurenceschopnosti vytvořili ze smíchovské vagonky a kamenických měděných hamrů akciovou společnost Ringhofferovy závody, v čele se správní radou, která o kamenické hamry definitivně přestala mít zájem. Hamry se pak načas staly součástí podniku Měďárna Rakousko (po 1. světové válce přejmenován na Měďárna Čechy).
V průběhu 2. světové války závod obsadili Němci a přeorganizovali výrobu pro potřeby válečného průmyslu. Po skončení války došlo ke znárodnění, kamenický provoz se nejdříve stal součástí národního podniku České válcovny kovů, ten pak byl sloučen do národního podniku Kovohutě. V roce 1951 zde vznikl samostatný národní podnik Kovohutě Kamenice, zaměřený především na zpracování neželezných kovů. Podnik postupem času opouštěl produkci těžších kusů a zaměřoval se spíše na jemnější produkci. V roce 1952 tak byla definitivně zastavena činnost měděného hamru (funkční zůstala kovárna, trubkárna, nýtárna).
V roce 1962 podnik převzala Technometra Praha, v roce 1969 zde pak vznikl národní podnik Strojmetal Kamenice. Ten byl v roce 1998 privatizován jako Strojmetal Kamenice a.s., funguje dosud (2020) a orientuje se především na výrobu výkovků ze slitin hliníku.
Budova Horního mlýna se na hrázi bývalého Kamenického, dnes Hamerského rybníka zachovala do současnosti.